# Eskifjörður

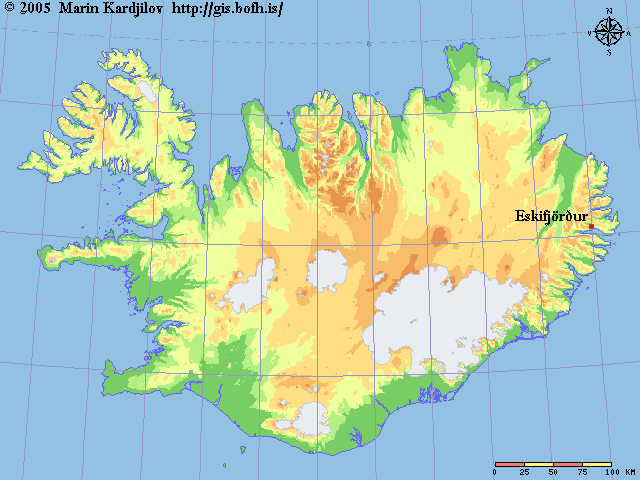
Eskifjörður na mapě Islandu

Eskifjörður, dle současného psaní Eskifjördur, je město a přístav na východě Islandu, nedaleko města Reyðarfjörður, v okrese Fjarðabyggð. Žije zde 1043 obyvatel, a je tak třetí nejpočetnější maloměsto v tomto okrese.

## Geografie
K dalším obcím patřícím do municipality Fjarðabyggð jsou: Fáskrúðsfjörður (662 obyvatel), Mjóifjörður (35 obyvatel), Neskaupstaður (1,437 obyvatel), Reyðarfjörður (1,102 obyvatel) a Stöðvarfjörður (203 obyvatel).

## Památky
V obci se nachází několik pamětihodností:
1. Socha Ragnar Kjartanssona stojící u hlavní silnice, která připomíná námořníky, kteří se utopili na moři.
2. Námořní muzeum východního Islandu postavení v roce 1816, kde je vyobrazena rybářská a námořnická tradice dané oblasti.[2]
3. Sbírka vzácných kamenů z celého Islandu patřící do soukromých sbírek, avšak vystavená pro veřejnost.[3]